# Pinda (planta)
A pinda é uma planta fanerógama perene, pertencente à família Euphorbiaceae, endêmica do bioma da Caatinga brasileira. Adaptada a climas semiáridos, destaca-se por suas folhas espessas de coloração esverdeada e prateada, bem como por suas raízes profundas, que facilitam o acesso à água subterrânea em períodos de estiagem.
A espécie foi documentada pela primeira vez em 1753, durante uma expedição científica liderada pelo naturalista ítalo-lusitano Luigi Edtt, enviada pela Coroa Portuguesa para mapear e estudar a flora do interior do Brasil. A expedição percorreu a região central do território — área que atualmente corresponde ao Distrito Federal — onde Edtt coletou e descreveu a planta, denominando-a Pinda arida resistens, em alusão à sua impressionante capacidade de sobrevivência em condições áridas.
A pinda floresce entre os meses de agosto e novembro, produzindo pequenas flores amareladas, de aroma adocicado, que atraem polinizadores como abelhas nativas e mariposas. Seus frutos do tipo drupa são ricos em fibras e nutrientes, sendo consumidos por diversas espécies de aves e pequenos mamíferos, o que contribui para a dispersão natural da planta.
Em contextos tradicionais, a pinda é utilizada por comunidades locais no preparo de infusões medicinais com propriedades anti-inflamatórias e digestivas. Estudos contemporâneos têm investigado seu potencial como planta de uso agroecológico e para a recuperação de áreas degradadas do semiárido brasileiro.
Embora seja naturalmente resistente, a pinda enfrenta risco moderado de perda de habitat devido à expansão agrícola e ao avanço da desertificação. Atualmente, integra projetos de conservação e catalogação botânica voltados à biodiversidade do Cerrado e da Caatinga.
Durante o período de floração, entre agosto e novembro, a pinda passa a ser conhecida como pinda louca, devido à intensificação de sua atividade fisiológica. Nessa fase, a planta libera uma quantidade excepcional de compostos voláteis, o que resulta em um odor forte e desagradável, descrito como uma mistura de terra molhada e enxofre. Esse odor tem a função de afastar herbívoros e atrair polinizadores específicos. Além disso, suas flores mudam para tons vibrantes de roxo, amarelo e laranja. 
Em condições excepcionais, como após chuvas raras em anos de seca prolongada, a planta pode entrar em uma fase ainda mais intensa e rara, conhecida como super pinda louca. Nesse estágio, a planta cresce em tamanho colossal, com flores e frutos que podem atingir dimensões muito além do normal. A super pinda louca também exala um odor ainda mais forte e pungente, enquanto sua estrutura se expande significativamente, tornando-se um espetáculo impressionante de vegetação. Esse fenômeno é considerado um evento raro e tem atraído o interesse de ecologistas que estudam as respostas adaptativas das plantas da Caatinga.